# ابن البرذعي
ابن البرذعي هو محمد بن يحيى بن هشام الخضراوي الأنصاري الخزرجي الأندلسي، وكنيته أبو عبد الله، هو عالم في اللغة العربية عامةً والنحو خاصةً. ولد سنة 575 هـ (1180 م) بالجزيرة الخضراء التي نسب إليها، وهي مدينة مشهورة بالأندلس.

## تعلمه
تلقى تعليمه عن أساتذة أفذاذ أمثال عمر بن عبد المجيد الرندي وعلي بن محمد بن يوسف و مصعب بن محمد بن ذر الخُشْني. وأخذ القراءات عن والده. كما أفاد منه وتتلمذ عليه من كان لهم شأنهم مثل عمر بن محمد المعروف بالشلوبين والذي لقب بالأستاذ وغيره من الذين نهلوا من علمه.

## مؤلفاته
ترك ابن البرذعي عدداً لا بأس به من المصنفات دلت على المكانة المرموقة التي يتمتع بها هذا العالم. والقارئ لكتب النحو المختلفة يجد حشدا من آرائه النحوية التي تحمل سمات شخصيته ومذهبه النحوي؛ فهناك آراء تفرد بها وآراء وافق فيها البصريين والكوفيين، وآراء وافق فيها العلماء قبله وآراء كانت موضع نقد من العلماء.

## ابن هشام الأنصاري
لم ينل الخَضْرَاوي حظه من الشهرة والذيوع مثلما نالها ابن هشام الأنصاري، ذلك أن الأخير بلغ شأواً بعيداً في فنه فألف كتابه المشهور مغني اللبيب عن كتب الأعاريب وغيره مثل أوضح المسالك، وشرح اللمحة البدرية. فلم يترك لزميله في المغرب الفرصة للظهور حتى يمكن للدراسات أن تدور حوله، فظل شخصية يكتنفها الغموض، وعلى الرغم من ذلك فقد وجدنا ابن هشام المصري يعتمد آراء ابن هشام الخضراوي ويعول عليها، والقارئ لكتاب مغني اللبيب يجده يشير إليه حينا يلقبه الخضراوي وحينا بدونه، وكذا فعل في أوضح المسالك وشرح اللمحة البدرية، وهذا يعطينا الدلالة على مكانة ابن هشام الخضراوي في مجال الدراسات النحوية وأثره في الخالفين بعده من العلماء.

## مصنفاته
- فصل المقال في أبنية الأفعال
- المسائل النخب
- الإفصاح بفوائد الإيضاح
- الاقتراح في تلخيص الإيضاح
- شرح الإيضاح
- غرر الإصباح في شرح أبيات الإيضاح
- النقض على الممتع لابن عصفور

وله نظم ونثر وتصرف في الأدب.

## وفاته
وافته المنية في تونس ليلة الأحد 14 جمادى الآخرة عام 646 هـ (1248 م) بعد حياة حافلة بالعطاء والعلم والمعرفة.